# Антверпенская Полиглотта
Би́блия Полигло́тта (лат. Biblia Polyglotta), известна также под названиями Полиглотта Плантена (лат. Polyglotta Plantiniana), Антверпенская Полиглотта (исп. Políglota de Amberes) или Королевская Библия (лат. Biblia Regia), — восьмитомное издание Библии в виде полиглотты, осуществлённое Христофором Плантеном и Бенито Ариасом Монтано в Антверпене в 1568—1573 годах. Для Плантена, подозревавшегося властями и Инквизицией в симпатиях к кальвинизму, издание Библии было доказательством лояльности испанской монархии. Король Филипп II частично финансировал издание, а также направил в Антверпен научного и теологического редактора — учёного священника Бенито Ариаса Монтано; в редактуре и сверке текстов участвовали более 20 филологов, включая Гийома Постэля и Яна ван Горпа. Первые шесть томов печатались тиражом 1200 экземпляров, два тома с научными материалами вышли половинным тиражом, ещё было выпущено 13 полных комплектов на пергаменте для короля. Тексты, включённые в Полиглотту, неоднократно воспроизводились в последующих библейских изданиях. По состоянию на 2012 год, сохранилось 458 экземпляров Полиглотты, в том числе 210 полных восьмитомных комплектов.

## Предыстория
Согласно Р. Уилкинсону, изданная в Нидерландах Библия Плантена принадлежала испанской традиции библейских изданий. Её печатание определялось опытом издания Комплютенской Полиглотты, финансировалось испанским двором, научное редактирование осуществлял испанский теолог, а испанская Инквизиция служила цензурой. Побудительными причинами для публикации новой Полиглотты стали два обстоятельства: во-первых, часть тиража Комплютенского издания погибла при транспортировке в Италию. Во-вторых, к середине 1550-х годов назрела необходимость публикации сирийской версии Писания, главным исследователем которой был нидерландский гебраист Андреас Мазиус. В 1554 году он огласил в переписке с кардиналом Питео проект новой полиглотты, которая включала бы и сирийский текст. Эта идея очень медленно реализовывалась: только в 1566 году Мазиус обратился к Христофору Плантену, который предложил снабдить таргумами с параллельным латинским переводом все книги Ветхого Завета, тогда как в Комплютенской Полиглотте таргум был напечатан только к Пятикнижию.
Были и соображения более общего характера: Комплютенское издание было основано на концепции первичности Вульгаты по отношению ко всем остальным языковым версиям Писания. Эта концепция, выдвинутая кардиналом Хименесом де Сиснеросом, была полностью подтверждена Тридентским собором. Вопрос о Библии разбирался на сессии 1546 года с 8 февраля по 8 апреля: в свете протестантской схизмы вопрос об авторитете Католической церкви был неотделим от вопроса об авторитете Писания. Результатом стало решение об издании эталонной Библии без ошибок, равно необходимой для литургических, миссионерских и богословских нужд. Однако вновь вопрос о Писании был поднят на завершающей сессии 1562 года, когда была издана булла De delectu librorum (26 февраля) и создана специальная папская комиссия для выверки церковных книг, работа которой не была завершена к концу собора. Этой же буллой санкционировались новые издания Бревиария, миссала, катехизиса и самой Вульгаты. Ещё в период работы Собора был опубликован Индекс запрещённых книг; в подготовке его испанского издания был занят и Бенито Ариас Монтано.

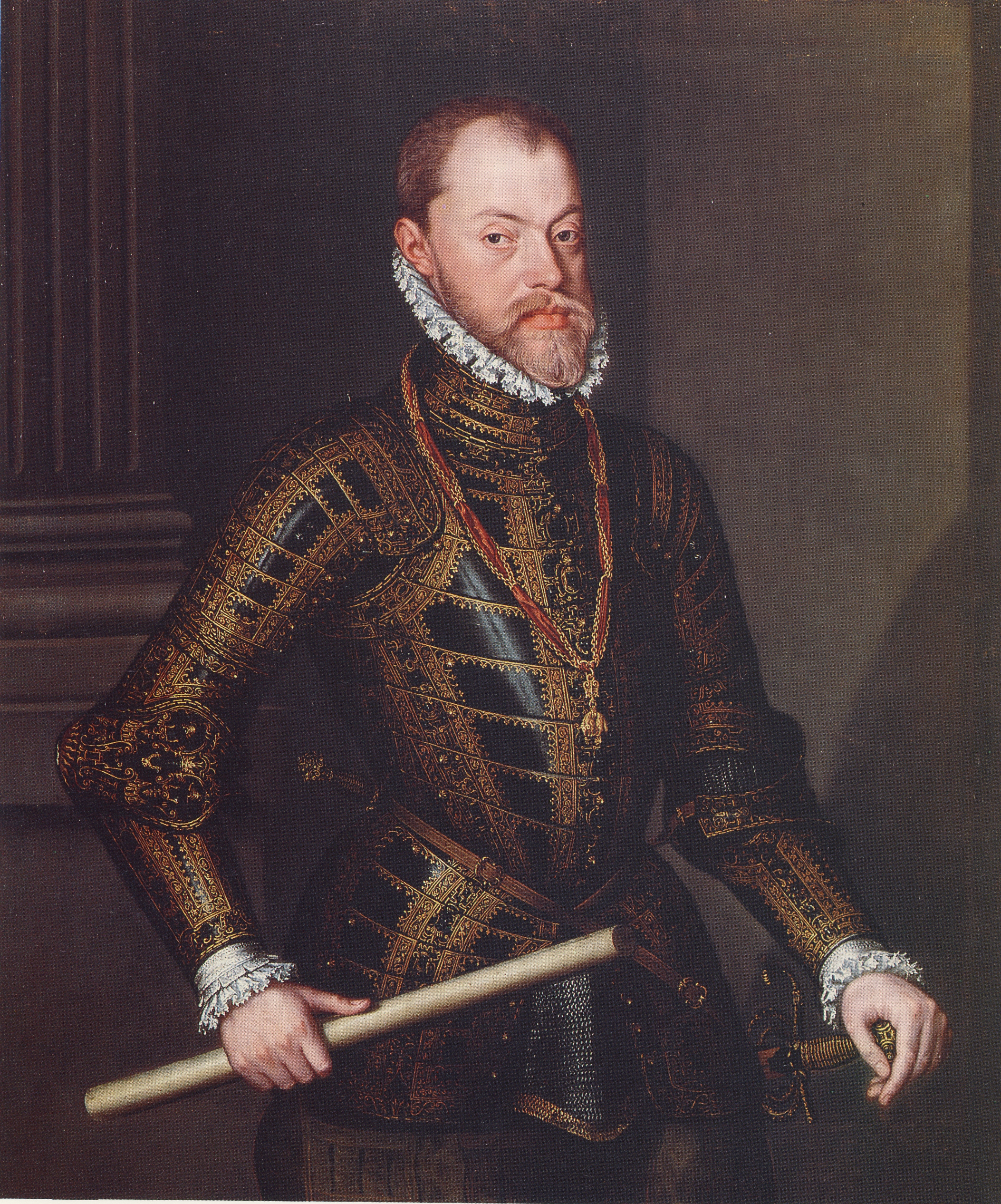
Алонсо Коэльо. Портрет короля Филиппа II, около 1570

Причина обращения к Христофору Плантену — ведущему издателю Антверпена, объяснялась его успешными библейскими изданиями: в 1559 году он печатал латинскую Библию (на основе Лувенской редакции Гравиуса 1547 года), в 1564 году — греческий Новый Завет, и к 1566 году трижды печатал еврейский текст. В его библейских изданиях впервые широко применялась разбивка на стихи, предложенная в 1555 году Робером Этьенном. Гийом Постэль в 1563 году предлагал ему обустроить еврейскую типографию, наподобие основанной в Венеции Даниэлем Бомбергом. В те же годы он пытался реализовать многоязычную Библию на еврейском, латинском и фламандском языках; этот проект поддерживался Лувенским университетом, чьи учёные были готовы обеспечить редактирование текстов и написание научных комментариев. Однако такое издание было чрезвычайно дорогостоящим и не сулящим прибыли, поэтому после кончины одного из вдохновителей проекта Плантен отложил издание.
Проект Антверпенской Полиглотты упоминался в письме Плантена А. Мазиусу от 26 февраля 1566 года, в котором он запросил 3000 экю на типографские работы. Вскоре власти Франкфурта предложили ему средства на реализацию Библии, но для этого печатник должен был переехать в Германию. Похожие предложения он получил и от курфюрста Саксонии, а также Гейдельбергского университета; пробные страницы были отосланы всем заинтересованным сторонам. Иными словами, работа началась ещё до прибытия в Нидерланды Бенито Ариаса Монтано. Однако в том же 1566 году в Антверпене произошло антикатолическое восстание, что привело к резкому изменению политики испанских властей. Работники типографии Плантена, придерживавшиеся кальвинистских взглядов, бежали из города, но их патрон оказался заподозрен Инквизицией в симпатиях к кальвинизму, и уже 19 декабря Плантен в письме в Мадрид осведомлялся о возможности патронажа испанской монархии над библейским проектом.
Филипп II, ознакомившись с пробными страницами издания, был впечатлён и одобрил проект, предварительно посовещавшись с теологами из Алькала и Саламанки, в том числе А. Монтано. Представители испанских университетов высказались положительно, заявив, что повторение Комплютенского издания послужит славе католического монарха. 5 мая 1567 года было дано высочайшее разрешение, причём король не только пообещал финансировать издание (в размере 6000 эскудо), но и направил главного научного редактора и цензора — Бенито Монтано. Мазиус остался главным редактором по филологии — именно он готовил словари и грамматики, включённые в состав издания. Плантен потребовал солидный по тем временам гонорар: 1000 дукатов аванса, а также по 500 дукатов за каждые три месяца работы, но ожидание ответа чрезмерно затянулось. За изданием наблюдали и весьма высокопоставленные лица: кардинал Гранвела и Маргарита Пармская, вице-регент Нидерландов, — они помогли скопировать в Риме рукописи, необходимые для издания.

## История издания

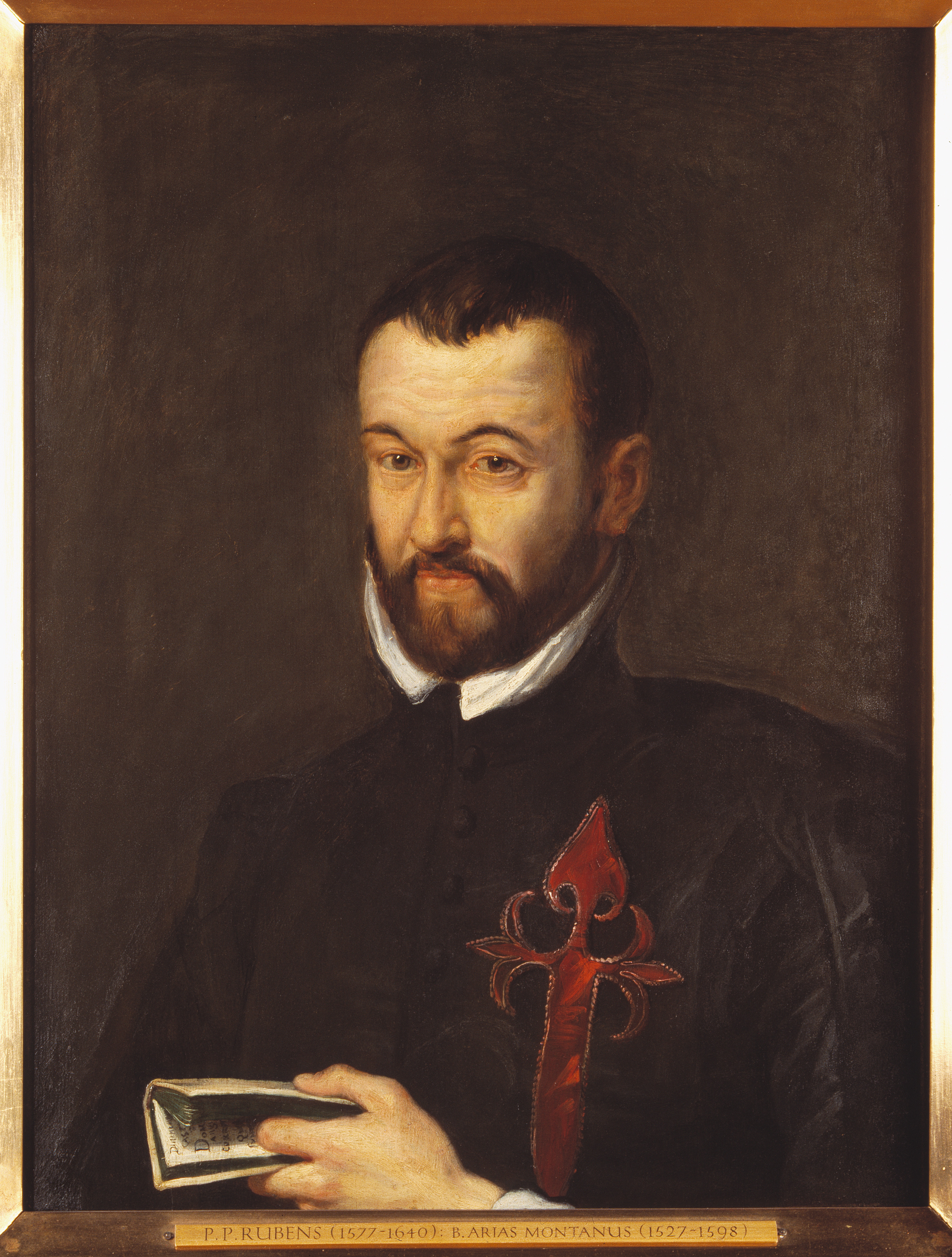
Бенито Монтано. Портрет работы Рубенса

Ариас Монтано получил королевские инструкции 30 марта 1568 года и уже 18 мая прибыл в Антверпен. Плантен тогда находился в деловой поездке в Париже; в его отсутствие Монтано побывал в Брюсселе и Лувене, заручившись поддержкой светских и духовных властей. Уже в тот период он столкнулся с жёсткой оппозицией Леона де Кастро, который до начала работ обвинил создателей Полиглотты в «иудаизации» и отходе от традиции Вульгаты. В 1570 году Леон де Кастро начал активную кампанию против ещё не изданной книги, что привело к 1572 году к аресту его испанского оппонента — Луиса де Леона.
Первоначальный замысел повторить Комплютенское издание заметно преобразился после подключения к проекту Монтано, сохранившего при этом дидактические задачи первой Полиглотты. Антверпенская Полиглотта предполагалась не только как научное издание древних текстов, но и как книга для чтения, однако именно цензоры из Лувена настаивали на включении в Полиглотту словарей и грамматик. В составе редакторской коллегии состояли французские и нидерландские учёные того времени, в том числе мистики и каббалисты: Ги Лёфевр де ла Бодри, Гийом Постэль, Ян ван Горп, Франциск Рафеленг — родственник Плантена. В составе редколлегии был крещёный еврей — профессор Лувенского университета Йоханнес Исаак Левита, автор «Еврейской грамматики». Бодри писал в предисловии к шестому тому, что лёвенские учёные оказали проекту неоценимые услуги: цензор Гарлемиус в течение трёх месяцев сличал греческий и сирийский текст слово за словом.
Для печатания греческого текста Плантен отлил шрифт по эскизам и под наблюдением Робера Граньона, он же воспроизвёл сирийский эстрангело, используемый как в библейском тексте, так и в словаре и грамматике. Набор еврейского текста осуществлялся под руководством Гийома ле Бё; был использован шрифт еврейского первопечатника Даниэля Бомберга, купленный у его правнука Корнелиса ван Бомбергена. Типографские работы начались 7 августа 1568 года, первый том был закончен 12 марта 1569 года, второй — уже 8 октября того же года. В 1570 году встал вопрос о включении в текст грамматик сирийского и арамейского языков, за основу для которых Плантен взял грамматику Каниниуса, опубликованную в 1554 году в Париже. Печатание Полиглотты заняло почти все мощности типографии Плантена: в предприятии было задействовано 18 печатных станков; при подготовке текста в общей сложности было занято 80 человек в течение четырёх лет подряд.

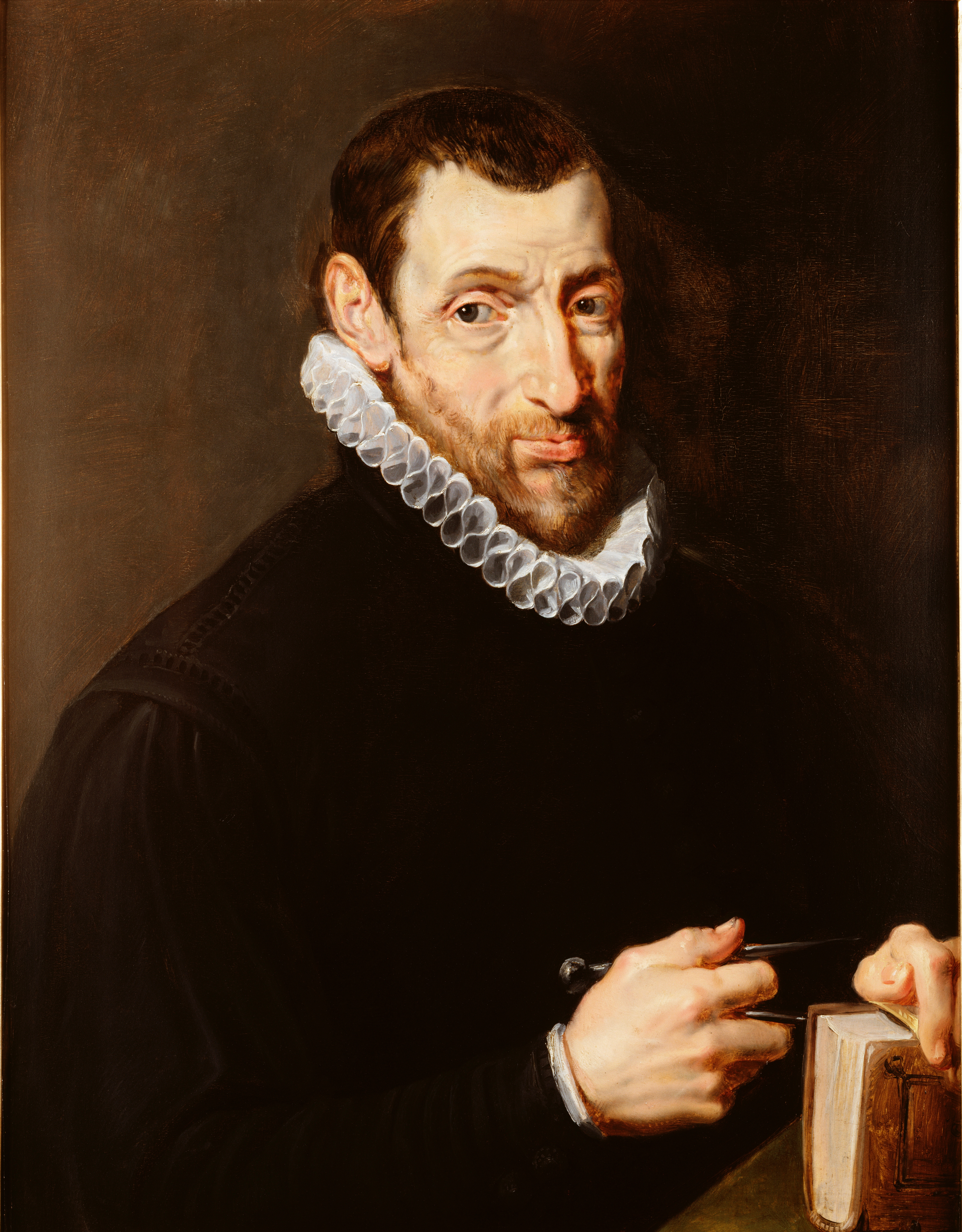
Питер Пауль Рубенс. Портрет Христофора Плантена, в руках у него циркуль, символ его издательского дома

Редакционная работа над текстами была завершена к маю 1570 года, однако потребовалось ещё полгода для окончательного оформления всех текстов и их вёрстки. Много времени заняли согласования предисловий Монтано с университетами Парижа и Лувена, однако проблемы ещё только начинались. В мае 1572 года король изъявил желание представить новое издание Библии в Риме, что было возложено на Педро де Фуэнтидуэньяса, который действовал через испанского посла де Суньига. Коллегия кардиналов объявила, что использованные Мазиусом для комментирования арамейских и еврейских текстов Талмуд и трактаты Себастьяна Мюнстера внесены в Индекс запрещённых книг. Король Филипп после этого срочно направил в Рим Монтано, а Мазиус написал несколько оправдательных писем. Однако кончина Папы Пия V и последующие события сильно затянули дело. В 1574 году, когда вопрос о выходе в свет Полиглотты повис в воздухе, ожесточённую атаку против издателей начал Леон де Кастро. В самом конце года он предстал перед королём в Мадриде и заявил о необходимости полного пересмотра шеститомного издания, поскольку его редакторы предпочитали еврейские тексты латинским, что следовало искоренить и из комментариев и научного аппарата. Король остался глух к его словам, и де Кастро обратился в Инквизицию. Было принято решение, что Инквизиция будет руководствоваться решениями Рима, где всё ещё находился Монтано. В январе 1576 года конгрегация под руководством кардинала Беллармина приняла постановление о первичности латинского текста и невозможности его исправления по каким-либо другим вариантам. Папа Римский Григорий XIII, не желая ссориться с испанским королём, благожелательно настроенным к изданию, передал право окончательного решения испанским богословам.
В Испании главным инквизиционным цензором был назначен Хуан де Мариана (1535—1624), официально это произошло 16 августа 1577 года. Ситуация с изданием Полиглотты была следующая: в отношении текстологии на Вульгату никто не покушался, в предисловиях Монтано также подчёркивался приоритет латинской Библии, но в научном аппарате, статьях и словарях число цитат из Талмуда, раввинических комментариев и прочего превышало число ссылок на Святых Отцов. Мариана пришёл к выводу, что редакционная коллегия была слишком мала, а включение в неё Мазиуса, Бодри и Постэля было ошибкой. Однако никаких доктринальных принципов и канонических постановлений нарушено не было. В общем, цензурного разрешения пришлось ожидать более 10 лет. В конечном счёте, Антверпенская Полиглотта была разрешена для распространения по испанским владениям, но на некоторых экземплярах помещались цензурные предупреждения о вреде изучения таргумов и некоторых других текстов.
Помимо богословско-политических, серьёзными проблемами Антверпенского издания были финансовые. После окончания работ Плантен был награждён королевским пенсионом в 400 флоринов в год, но это была рента с конфискованных имений. Бывший владелец этих имений оспорил конфискацию в суде, поэтому печатник так ничего и не получил. Сам Плантен утверждал, что понёс существенные финансовые потери, и оценил расходы на издание в 35 175 флоринов, при том, что с 1568 года королевская казна не перечисляла никаких средств. Королевским указом Плантен получил монополию на издание богослужебной литературы в испанских владениях и титул Королевского печатника, что позволило ему оставить наследникам имущества на 135 718 флоринов.

## Содержание

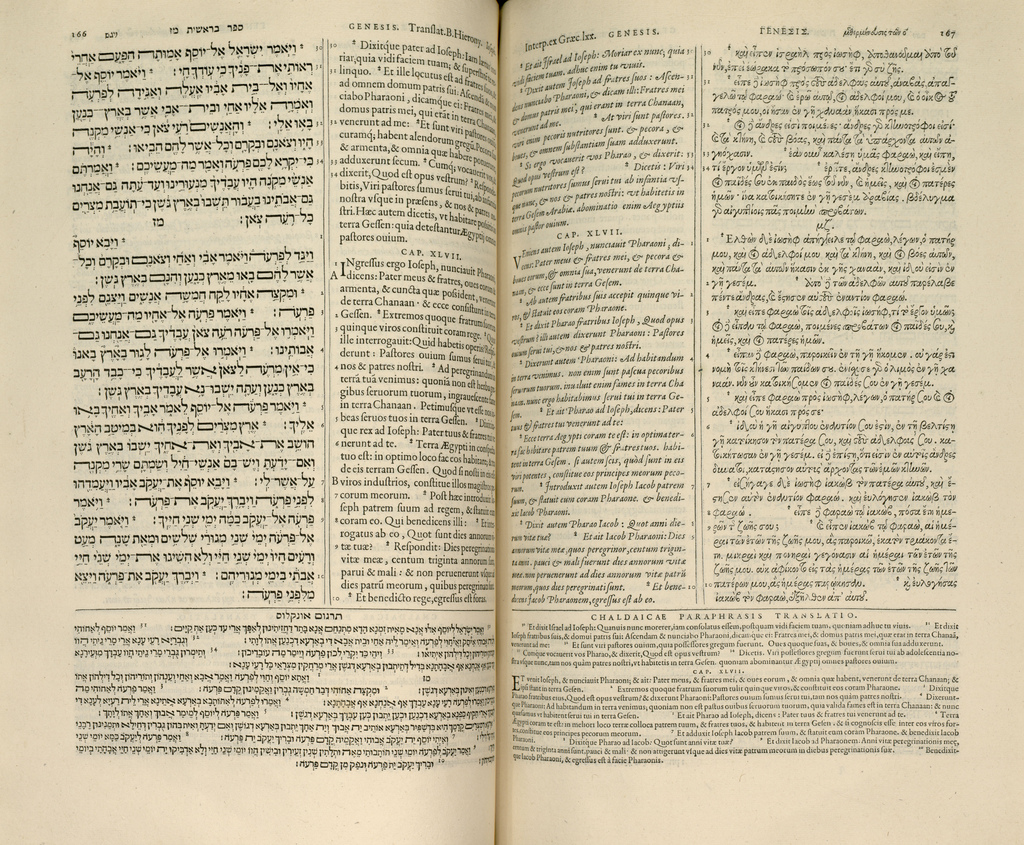
Структура текста Книги Бытия. Слева — Танах с колонкой латинского перевода, справа — Вульгата и Септуагинта. В «подвале» левой странице — Таргум Онкелоса, на правой странице — его перевод

Полный комплект издания Полиглотты включает 8 томов формата in folio (42 × 28 см), в каждом из которых около 700 страниц. Первые четыре тома содержат Ветхий Завет, напечатанный следующим образом: на левой странице в две колонки текст на иврите (слева) и параллельный текст Вульгаты (справа), на правой странице в две колонки — текст Септуагинты (справа) и параллельный латинский перевод (слева). В «подвале» левой страницы печатался текст на арамейском языке (Таргум Ионафана), в «подвале» правой страницы — его латинский перевод. Еврейский текст напечатан шрифтами, полученными от наследников Даниэля Бомберга — еврейского первопечатника; там указывались огласовки. Второканонические книги печатались только в греческом и латинском варианте (включая латинский перевод Септуагинты). Сирийский текст только частично был снабжён вокализацией.

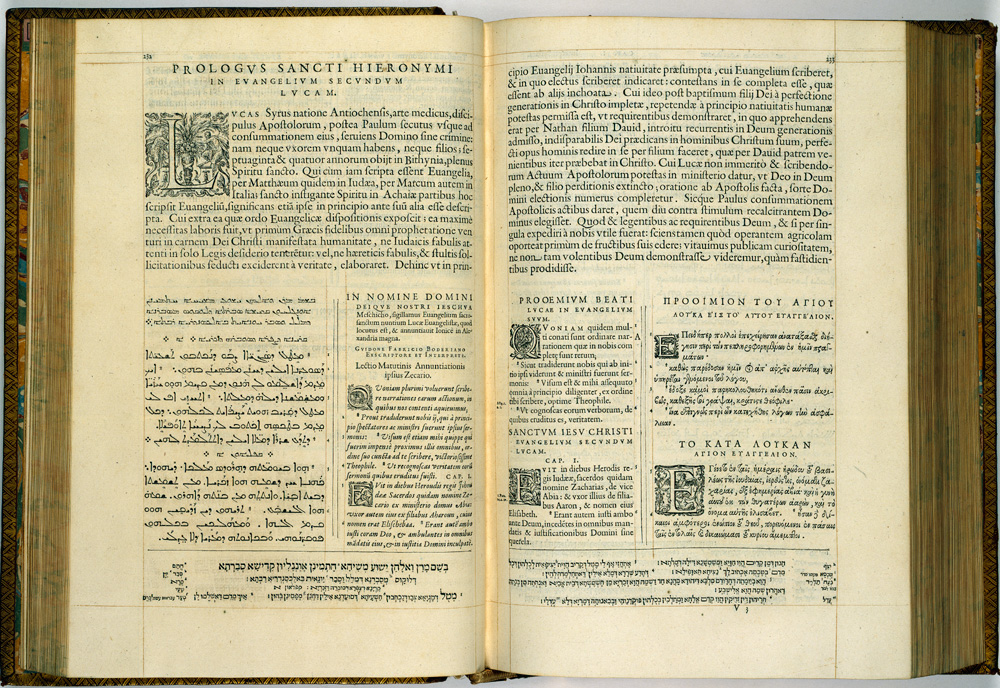
Разворот страниц 232—233 пятого тома с зачином Евангелия от Луки

Пятый том содержит греческий Новый Завет, Пешитту и их латинский перевод, в «подвале» помещён перевод сирийского текста Нового Завета на иврит. Они построены следующим образом: левая колонка левой страницы — сирийский текст, сопровождаемый его латинским переводом, на правой странице Вульгата и греческий текст. Как и в Комплютенском издании, они были снабжены перекрёстными ссылками и — в спорных моментах — комментариями и вариантами (как в Деян. 9:14). Главы сирийского текста обозначались сирийской записью, но стихи нумеровались арабскими цифрами. Лакуны в сирийском тексте обозначались на латинском языке по схеме: «отсутствует 25 стихов» (в главе 25 «Деяний апостолов»). Если соответствующая книга вообще отсутствовала в сирийском тексте, на страницах шли только колонки с латинским переводом и греческим оригиналом. Новый Завет открывался посланием Иеронима Папе Дамасию, каждая библейская книга сопровождалась его прологами и комментариями. Это было крайне необходимо для обоснования ценности еврейского текста, поскольку именно в Прологе к Евангелию от Матфея утверждалось, что первоначально оно было написано на еврейском языке. Этот момент требовали убрать цензоры, но отстоял Б. Монтано.
Том 6 (в двух частях) содержит полный текст Библии (Ветхий Завет — на иврите, Новый Завет — на греческом) с латинским подстрочным переводом. Латинские переводы были сделаны Альфонсо Самора и отредактированы Ариасом Монтано. Греческий текст печатался с четвёртого издания Библии Эразма Роттердамского. Седьмой том содержал словари и грамматики всех языков, на которых Библия издавалась: вначале греческая грамматика и словарь, далее «Еврейский тезаурус» и «Халдейская грамматика» Рафеленга, сиро-арамейский словарь Бодри; сирийская грамматика Мазиуса. Последнюю Р. Уилкинсон называл одним из величайших достижений филологии XVI века. Восьмой том содержал богословский комментарий, информацию об истории библейских текстов и библейских реалий (всего 18 статей). Каждый том имел роскошно оформленный титульный лист, гравированный на меди. Первый том содержит три иллюстрации и оформленный фронтиспис — гравированные по меди, третий и четвёртый тома имеют ксилографические фронтисписы. Кроме того, Библия была снабжена картой полушарий, на которой было изображено странствие колен Израилевых, от которых, по мнению издателей, произошли индейцы Испанской Америки.

Иллюстрации и карты в Антверпенской Полиглотте
Орнаментация титульного листа со сценами Ветхого Завета
Карта мира
Карта библейского Ханаана

## Тираж. Судьба издания

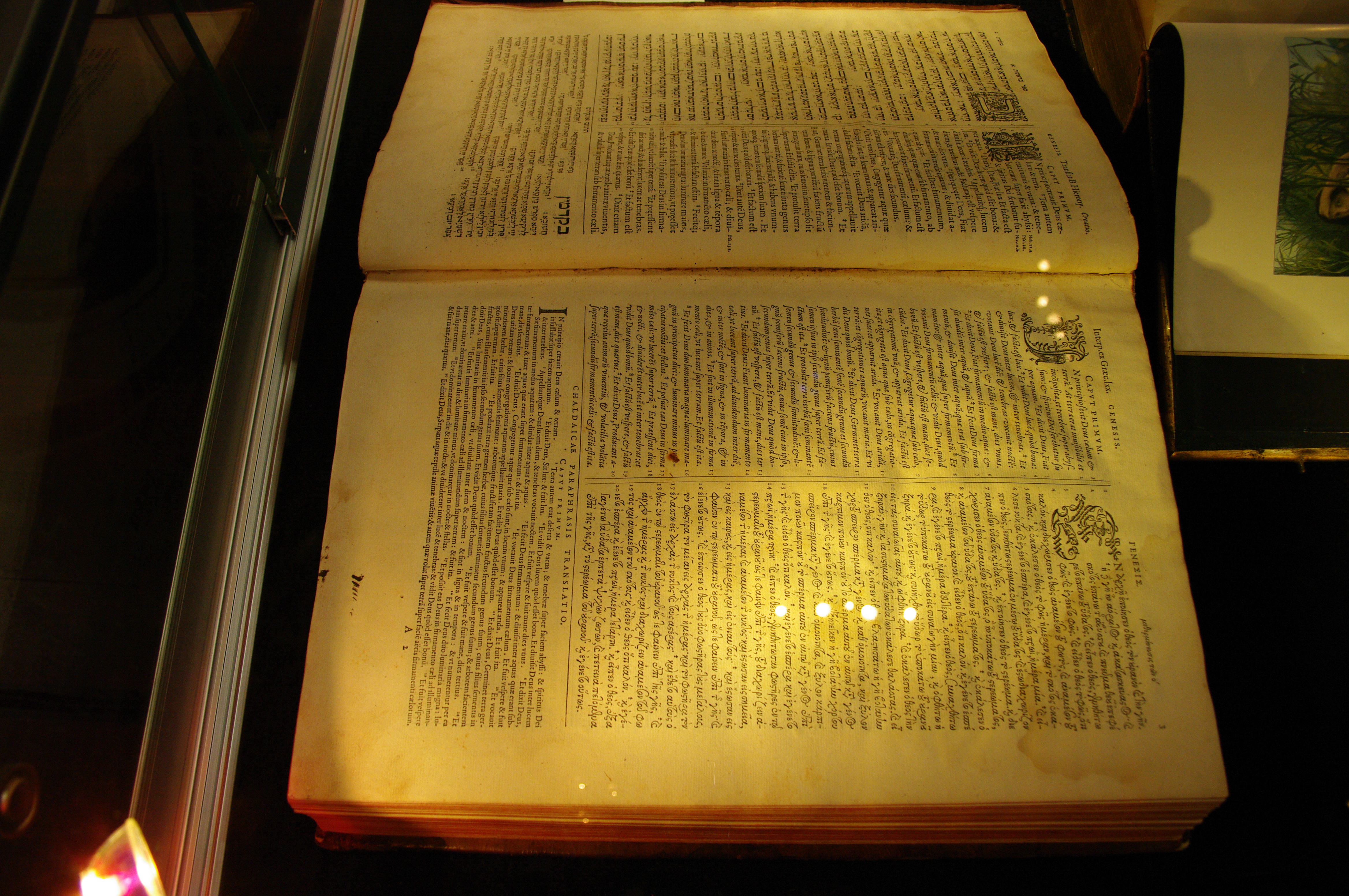
Первый том Антверпенской Полиглотты, выставленный в Перте. Фото 2009 года

Было отпечатано 1200 комплектов Полиглотты стоимостью в 300 гульденов каждый. 13 комплектов были отпечатаны специально для королевской библиотеки на пергаменте; королю для представительских подарков было передано ещё 129 восьмитомников. 960 комплектов было отпечатано на французской бумаге из Труа; 200 комплектов — на тонкой бумаге из Лиона форматом фр. raisin (50 × 65 см); 30 комплектов — на бумаге формата «имперского фолио» (50 × 33,8 см); 10 комплектов — имперского фолио из тонкой итальянской бумаги. Отдельный экземпляр имперского фолио с художественно раскрашенными гравюрами и картами, переплетённый в тёмно-багровую кожу, был подарен Плантеном лично Ариасу Монтано, о чём свидетельствует посвящение. Всего, по подсчётам Т. Дункельгрюна, сохранилось 458 экземпляров Полиглотты, в том числе полных 210 комплектов, из них не менее пяти — на пергаменте (из королевских экземпляров в Испании осталось 3 полных комплекта). Три полных комплекта Полиглотты экспонируется в Музее Плантена-Моретуса.
Тексты Королевской Библии без изменений воспроизводились в последующих многоязычных изданиях — Гейдельбергской Полиглотте Бонавентуры Бертрама (1586—1599), и Парижской Полиглотте (1628—1645). Есть основания полагать, что текст Полиглотты использовался и при подготовке Сиксто-Клементинского издания Вульгаты. Во всяком случае, Мишелю де Монтеню, посетившему в 1581 году Ватиканскую библиотеку, продемонстрировали Полиглотту с посвящением Папе Григорию от короля Филиппа. Миссионеры-иезуиты преподнесли комплект (неполный, в 7 томах) Королевской Библии в 1580 году индийскому падишаху Акбару и использовали научные материалы для полемики с индусами и мусульманами, о чём свидетельствовал Антонио Монсеррате. По-видимому, стиль гравюр Полиглотты в определённой степени воздействовал на придворное искусство Великих Моголов. Антверпенская Полиглотта была среди даров, поднесённых Маттео Риччи китайскому императору в августе 1604 года, причём факт, что она была спасена во время кораблекрушения на день Успения Богородицы, был использован иезуитами для проповеди.

## Комментарии

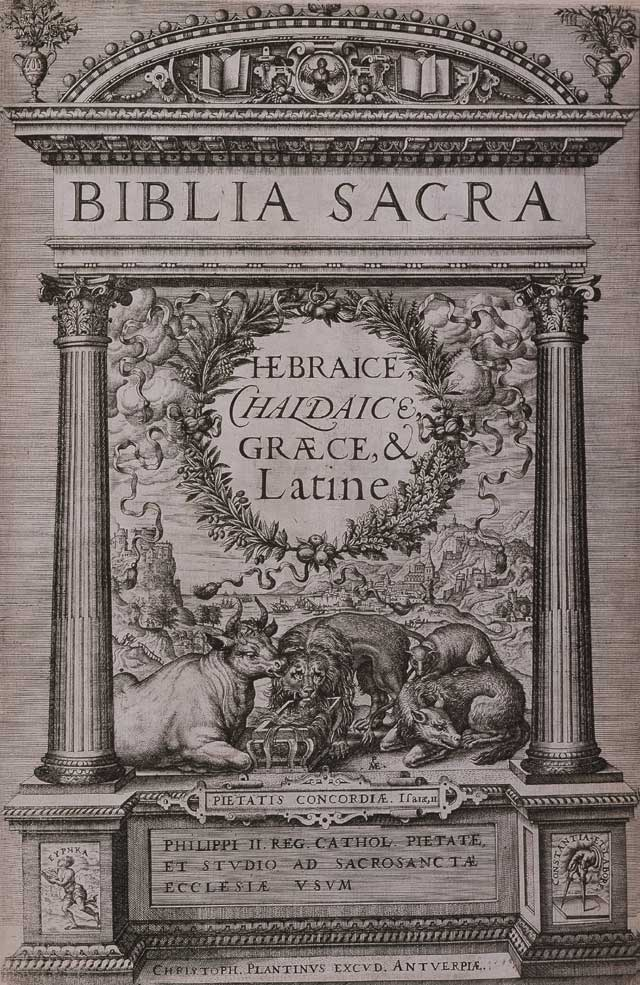
Титульный лист первого тома. Из собрания Центра Гарри Рэнсома, Техасский университет в Остине

1. ↑  Оригинальное название: лат.  Biblia sacra hebraice, chaldaice, græce et latine, Philippi II Regis Catholici pietate et studio ad Sacrosanctæ Ecclesiæ usum, — «Священная Библия еврейская, халдейская, греческая и латинская, Филиппа II католического короля благочестием и преданностью для употребления Святейшей Церковью»
2. ↑  «Я видел… Библию, напечатанную на пергаменте, из тех, что Плантен недавно издал на четырёх языках и которую король Филипп отправил этому папе, как он сам говорит в надписи на переплёте»[51].